# Wladimir Lwowitsch Arlasarow

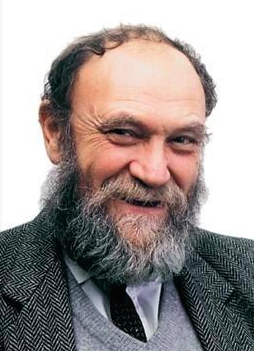
Wladimir Lwowitsch Arlasarow

Wladimir Lwowitsch Arlasarow (russisch Владимир Львович Арлазаров; * 19. Oktober 1939 in Moskau) ist ein sowjetisch-russischer Informatiker und Hochschullehrer.

## Leben
Arlasarow studierte an der Universität Moskau (MGU) in der Mechanik-Mathematik-Fakultät (Mechmat) mit Abschluss 1961. Die Aspirantur absolvierte er an der MGU bei Alexander Kronrod. Er verteidigte 1968 an der Lobatschewski-Universität Gorki seine Dissertation über einige Probleme der Schachprogrammierung mit Erfolg für die Promotion zum Kandidaten der physikalisch-mathematischen Wissenschaften.
Arlasarow beteiligte sich an der Arbeit des Seminars Alexander Brudnos und Alexander Kronrods in der MGU. Mit Jefim Abramowitsch Diniz, Alexander Kronrod und Igor Alexandrowitsch Faradschew veröffentlichte er 1970 ein Theorem, das als Methode der vier Russen zur Beschleunigung von Algorithmen mit Benutzung Boolescher Matrizen bekannt wurde.
Ab 1961 arbeitete Arlasarow im Moskauer Institut für Theoretische und Experimentelle Physik (ITEF) und leitete die Entwicklung eines Schachprogramms, an der sich Georgi Adelson-Welski, Anatoli W. Uskow, Alexander S. Bitman und Alexander A. Schiwotowski beteiligten. Dieses ITEF-Programm besiegte das Programm der Stanford University.
Nach dem Wechsel 1968 ins Moskauer Institut für Automatik und Telemechanik der Akademie der Wissenschaften der UdSSR (AB-SSSR, ab 1991 Russische Akademie der Wissenschaften (RAN)), das dann das Trapesnikow-Institut für Probleme des Steuerns der AN-SSSR wurde, führte Arlasarow diese Entwicklungsarbeiten fort, die mit dem führenden Programmierer Michail Donskoi zum Schachprogramm Kaissa führten.
Ab 1977 leitete Arlasarow im Moskauer Institut für Systemanalyse (ISA) der AN-SSSR die Abteilung für Systemprogrammierung. Unter seiner Leitung entstand das Datenbanksystem INJeS. Er verteidigte 1988 mit Erfolg seine Doktor-Dissertation über den Aufbau von Steuerungssystemen auf der Basis von Daten für die Promotion zum Doktor der technischen Wissenschaften.
Arlasarow gründete mit Olga Uskowa 1993 in Moskau die Software-Gesellschaft Cognitive Technologies, deren Generaldirektor er bis 2008 war. Eines der ersten Produkte war die Texterkennungssoftware für gedruckte Erkennungsvorlagen CuneiForm.
Neben seiner Forschungs- und Entwicklungsarbeit lehrte Arlasarow und leitet den Lehrstuhl für Kognitive Technologie des Moskauer Instituts für Physik und Technologie (MFTI). Er betreute mehr als 50 Kandidat- und Doktor-Dissertationen. Er wurde 2003 zum Korrespondierenden Mitglied der RAN gewählt. Seit 2007 ist er Mitglied der European Academy of Sciences.

## Ehrungen, Preise
- Goldmedaille der International Federation for Information Processing (IFIP) für den Sieg des Schachprogramms Kaissa bei der 1. World Computer Chess Championship 1974 in Stockholm[1]
- Preis des Ministerrats der UdSSR (1990 mit Kollegen) für die Entwicklung und Einführung des Datenbanksystems INJeS[1]